# Blackwood House

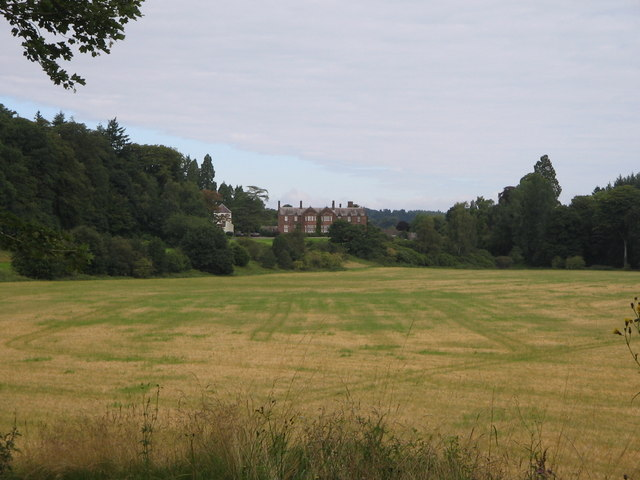
Blackwood House

Blackwood House ist eine Villa nahe der schottischen Ortschaft Auldgirth in der Council Area Dumfries and Galloway. 1971 wurde das Bauwerk in die schottischen Denkmallisten in der Kategorie B aufgenommen. Die zugehörigen Stallungen sind hingegen als Denkmal der höchsten Denkmalkategorie A klassifiziert.

## Beschreibung
Die Villa liegt westlich von Auldgirth am rechten Ufer des Nith. Die Keimzelle des Gebäudes bildete ein Tower House. Dieses wurde sukzessive zu dem heutigen Landsitz ausgebaut. Seine heutige Ausgestaltung im jakobinischen Stil erhielt Blackwood House im 19. Jahrhundert. 1927 wurde ein Anbau an der Westseite hinzugefügt. Die südexponierte Frontseite ist sieben Achsen weit. Ungleich den restlichen Fassaden ist das rote Mauerwerk dort freiliegend und nicht mit Harl verputzt. Die hervortretenden Kreuzgiebeln sind mit Ausluchten gearbeitet. Der Eingangsbereich ist mit Vordach und Pilastern gestaltet. Das Gebäude schließt mit schiefergedeckten Dächern.

## Stallungen
Die direkt westlich von Blackwood House gelegenen Stallungen stammen aus dem Jahre 1778. Das Mauerwerk besteht aus Bruchstein und ist entlang der Fassaden gekalkt. In die Ostflanke ist ein dreistöckiger Turm mit Pyramidendach integriert, der als Taubenturm genutzt wurde. Im Inneren sind Nistkästen aus Ziegelstein installiert. Am Fuß führt ein Torweg auf den von drei Seiten umschlossenen Innenhof. Bei zwei kleinen Öffnungen könnte es sich um Einfluglöcher handeln. Ein oktogonales Fenster wird identisch am Südflügel wieder aufgegriffen. Die Dächer sind mit Schiefer eingedeckt.